# Густав Аксел фон Льовенщайн-Вертхайм-Вирнебург
Густав Аксел фон Льовенщайн-Вертхайм-Вирнебург (на немски: Gustav Axel zu Löwenstein-Wertheim-Virenburg; * 2 декември 1632, Вертхайм; † 26 март 1683, Вертхайм) от фамилията Вителсбахи, е граф на Льовенщайн-Вертхайм-Вирнебург.

## Произход
Той е третият син (осмото дете) на граф Фридрих Лудвиг фон Льовенщайн-Вертхайм-Вирнебург (1598 – 1657) и първата му съпруга графиня Анна Хедвиг цу Щолберг-Ортенберг (1599 – 1634), дъщеря на граф Лудвиг Георг фон Щолберг-Ортенберг (1562 – 1618) и втората му съпруга вилд и Рейнграфиня Анна Мария фон Салм-Кирбург-Мьорхинген (1576 – ок. 1620).
Баща му Фридрих Лудвиг се жени втори път през 1636 г. за графиня Агнес Мария фон Тюбинген (1599 – 1638), и трети път на 28 юли 1644 г. в дворец Щутгарт за фрайин Анна Сидония фон Тойфенбах (1623 – 1657).
Брат е на Лудвиг Ернст (1627 – 1681), Фридрих Еберхард (1629 – 1683), и полубрат на Албрехт (1647 – 1688).

## Фамилия
Густав Аксел фон Льовенщайн-Вертхайм-Вирнебург се жени на 1 октомври 1657 г. в Щутгарт за графиня Агата фон Йотинген-Йотинген (* 27 декември 1610, Йотинген; † 26 март 1680, Вертхайм), разведена през 1649 г. от курсаксонския генерал-майор, императорски генерал-лейтенант и шведски офицер Лоренц IV фон Хофкирхен († 1656), петата дъщеря на граф Лудвиг Еберхард фон Йотинген-Йотинген (1577 – 1634) и графиня Маргарета фон Ербах (1576 – 1635), дъщеря на граф Георг III фон Ербах (1548 – 1605) и втората му съпруга графиня Анна фон Золмс-Лаубах (1557 – 1586). Бракът е бездетен.